# USS New Hampshire (SSN-778)
USS New Hampshire (SSN-778) amerykański okręt podwodny o napędzie atomowym, piąta w kolejności jednostka typu Virginia NSSN (New Attack Submarine), jednocześnie pierwszy okręt nowej generacji tego typu, Block II, po raz pierwszy wprowadzającej wiele nowych rozwiązań. Najważniejszym z nich jest budowa „New Hampshire” (SSN-778) z czterech sekcji, a nie jak poprzedników – z dziesięciu. Jest to efektem postępu technologicznego w zakresie konstrukcji modułowych, który pozwala obecnie na budowę okrętu z sekcji o wadze do 2000 ton, wobec maksymalnie 1600 ton poprzedników. Większa dopuszczalna masa sekcji umożliwia ich producentowi Electric Boat dostarczanie niemal całkowicie gotowych elementów do końcowego montażu w stoczniach Groton i Newport News, co m.in. pozwoliło na znaczne skrócenie czasu budowy. W efekcie „New Hampshire” dostarczono z blisko rocznym wyprzedzeniem względem planów.